# Armand Laureys
Armand Laureys, né le 15 décembre 1867 à Saint-Josse-ten-Noode et mort le 15 septembre 1931 à Ixelles, est un peintre et un dessinateur belge.

## Biographie

### Famille
Armand (Armand Jean) Laureys, né le 15 décembre 1867 rue de la Limite no 108 à Saint-Josse-ten-Noode, est le fils de Jean Baptiste Laureys (1839), chef de bureau à l'administration communale de Bruxelles, et de Julie Victorine Outtelet (1837). Il épouse à Ixelles le 31 juillet 1907 Jeanne Marie Catherine Leblon (née à Saint-Gilles le 20 décembre 1876),.

### Formation
Armand Laureys est étudiant à l'Académie royale des beaux-arts de Bruxelles avant de parfaire sa formation auprès du peintre français Pierre-Victor Galland.

### Carrière
De 1895 à 1914, il participe aux salons triennaux belges, de même qu'à des expositions de caractère bruxellois, comme plusieurs du Cercle artistique et littéraire, de 1904 à 1926.
Il est professeur à l'École des arts et de dessin de Saint-Josse-ten-Noode, jusqu'à sa mort.
Le 15 septembre 1931, Armand Laureys, domicilié rue de l'Abondance no 22, meurt à l'âge de 63 ans, à Ixelles.

## Œuvre

### Caractéristiques
Armand Laureys représente les paysages, les scènes de genre et les natures mortes ornées de fleurs et de fruits.

Lors de l'exposition au Cercle artistique et littéraire de Bruxelles en janvier 1926, le journaliste Adolphe Hardy écrit : 

« L'exposition d'Armand Laureys est une des plus intéressantes de la saison. Les quelque trente tableaux qui s'y alignent à la cimaise témoignent d'un talent extrêmement souple et varié, d'une conscience peu commune, d'un métier à la fois puissant et délicat […]. Son art, sans rien avoir d'académique, concilie dans un équilibre permanent la vie que l'on regarde et la vie qu'on rêve. Sa technique de dessinateur est de tout premier ordre. Il choisit avec discernement ses lignes, ses couleurs, ses tons et ses nuances pour créer des œuvres aux effets harmonieux. »

### Expositions
- Salon de Gand (XXXVIe) de 1895 : Coin de jardin (pastel)[6].
- Salon de Bruxelles de 1897 : Après la messe (dessin)[7].
- Salon de Gand (XXXVIIe) de 1899 : Jeune fille (pastel)[8].
- Salon de Bruxelles de 1900 : La Dame en noir[9].
- Salon de Bruxelles de 1903 : Atelier de sabotier et Portraits (peintures) et À la fenêtre (gouache)[10].
- Salon de Bruxelles de 1910.
- Salon de Bruxelles de 1914 : Intérieur[3].
- Exposition au Cercle artistique et littéraire de Bruxelles en janvier 1926 : Kakis, Pommes, Déjeuner, Bric-à-brac, Intérieur calme, Port de Quiberon, Temps gris, Soir calme,…[5].

### Collections
- Musée de la ville de Bruxelles : Coin de la cour intérieure de l'Hôpital Saint-Jean, huile sur toile, format 82 × 60 cm, inventaire no K.1931.1[11].
- Commune de Schaerbeek :  Fleurs, peinture à l'huile, format 80 × 65 cm, inventaire no 272[12].